# Anachrostis siccana
Anachrostis siccana är en fjärilsart som beskrevs av Walker 1863. Anachrostis siccana ingår i släktet Anachrostis och familjen nattflyn. Inga underarter finns listade i Catalogue of Life.